# World Victory Road
World Victory Road (WVR) lub Sengoku Raiden Championship (SRC) – nieistniejąca już japońska organizacja promująca mieszane sztuki walki (MMA). Prezydentem Sengoku był Naoya Kinoshita. Działalność zakończyła w marcu 2011 roku z powodu problemów finansowych.

## Historia
Założona w 2007 roku po bankructwie i wykupieniu przez korporację Zuffa (właściciela UFC) PRIDE FC. Pierwsza gala odbyła się 5 marca 2008 roku. Przez dwa lata funkcjonowania zorganizowano pod szyldem Sengoku dwadzieścia gal. Razem z K-1 oraz DREAM, Sengoku organizowało sylwestrowe gale na których toczono "mecze" między zawodnikami Sengoku, a DREAM.
12 marca 2011 roku japoński dyskont Don Quijote który był głównym sponsorem Sengoku zaprzestał finansowania organizacji. Nie mogąc znaleźć nowego sponsora ogłoszono zaprzestanie działalności organizacji.
Gale były transmitowane w telewizji Fuji TV, w USA na kanale HDnet oraz pay-per-view.
W Sengoku mieli okazję walczyć reprezentujący Polskę, pretendent do pasa mistrzowskiego Mamed Chalidow oraz były zawodnik PRIDE i złoty medalista olimpijski w judo Paweł Nastula.

## Zasady
Organizacja korzystała z zasad PRIDE FC czyli oprócz standardowych ciosów i kopnięć można było zadawać kopnięcia w głowę gdy rywal leżał na ziemi (ang. soccer kicks), naskakiwać na głowę (ang. stomps) oraz uderzać kolanami na głowę w parterze. Walki były toczone w ringu bokserskim i trwały 3 rundy po 5 minut, a walki mistrzowskie na dystansie 5x5 minut.

## Kategorie wagowe
- piórkowa (-66 kg)
- lekka (-70 kg)
- półśrednia (-77 kg)
- średnia (-84 kg)
- półciężka (-93 kg)
- ciężka (+93 kg)

## Ostatni mistrzowie
| Kategoria  | Waga              | Mistrz         | Od         | Do         | Obrony tytułu |
| ---------- | ----------------- | -------------- | ---------- | ---------- | ------------- |
| Średnia    | do 84 kg (185 lb) | Jorge Santiago | 04.01.2009 | 08.02.2011 | 2             |
| Półśrednia | do 77 kg (170 lb) | Keita Nakamura | 30.12.2010 | 2011       | 0             |
| Lekka      | do 70 kg (155 lb) | Mizuto Hirota  | 02.08.2009 | 07.03.2010 | 0             |
| Piórkowa   | do 66 kg (145 lb) | Hatsu Hioki    | 30.12.2010 | 25.08.2011 | 0             |

Byli mistrzowie: Satoru Kitaoka, Masanori Kanehara, Marlon Sandro. Prócz tego na galach japońskiej organizacji walczyli m.in. Kazuo Misaki, Kevin Randleman, Antonio Silva, Muhammed Lawal i Hidehiko Yoshida.